# Грабовецько-Дулібівська сільська територіальна громада
Грабовецько-Дулібівська сільська громада — територіальна громада в Україні, в Стрийському районі Львівської області. Адміністративний центр — село Дуліби.
Площа громади — 144,9 км², населення — 12 319 мешканців (2020).

## Населені пункти
У складі громади 12 сіл:
- Верхня Стинава
- Воля-Довголуцька
- Гірне
- Грабовець
- Довголука
- Дуліби
- Колодниця
- Конюхів
- Любинці
- Монастирець
- Нижня Стинава
- Хромогорб